# Леонардо II Токко
Леонардо II Токко (1370-е — 1418 или 1414, Закинф, Ионические острова) — соправитель графства Кефалинии и Закинфа, правил вместе со своим старшим братом Карло I Токко с 1399 и до своей смерти в 1418 году. Сыграл важную роль в качестве военачальника Карло I в его борьбе против  Артского деспотата.

## Биография
Леонардо II был младшим сыном графа Кефалинии и Закинфа Леонардо I Токко, его старшим братом был Карло I Токко. Отец Леонардо умер, когда он был еще младенцем, и в течение следующих нескольких лет его мать Маддалина де' Буонделмонти правила графством как регент для обоих её сыновей. Его брат Карло отдал ему во владение остров Закинф в 1399 году, и Леонардо также получил земли в Ахейском княжестве от его правителя Педро Бордо.
Мало что известно о Леонардо II до тех пор, пока около 1402-1406 гг., он стал принимать участие в нападениях Карло I Токко на южные владения Артского деспотата, главным образом на Ангелокастрон. Не имея сил удержать крепость, её деспот Паул Буа Шпата сдал туркам Ангелокастрон в 1406 году. Но все же Карло Токко захватил город в 1408 году. Военные действия братьев против Арты занесены в специальный документ "Хроники Токко".
В 1411 году Карло I Токко предложили трон Янинского деспотата (Северный Эпир) после смерти деспота Исава де Буондельмонти и крайне не популярного кратковременного правления его малолетнего сына Джорджо де Буондельмонти. Карло Токко прибыл в Янину и возобновил военные действия в Артском деспотате.
Леонардо II также присоединился к своему брату, и устраивал набеги на южные территории Арты. В 1416 году он отбил нападение артского деспота Якупа Буа Шпаты от крепости Воблиан. Вблизи Никополя Леонардо сильно разбил войска Шпаты, после чего Токко попытался развить успех, пытаясь захватить у деспота Рогою, но потерпел поражение от албанцев.
1 октября 1416 года Карло I заманил Якупа Шпату в засада, где деспот был схвачен и казнен. 4 октября Карло занял Арту, а Леонардо II в это же время удалось захватить Рогою. После захвата Артского деспотата, Леонардо был назначен губернатором Рогои, а также Акарнании и Воницы. В 1418 году Леонардо отражал набеги турок-османов и посетил Неаполитанского короля Владислава. В этом же году Леонардо II умер.